# Arthur Werner

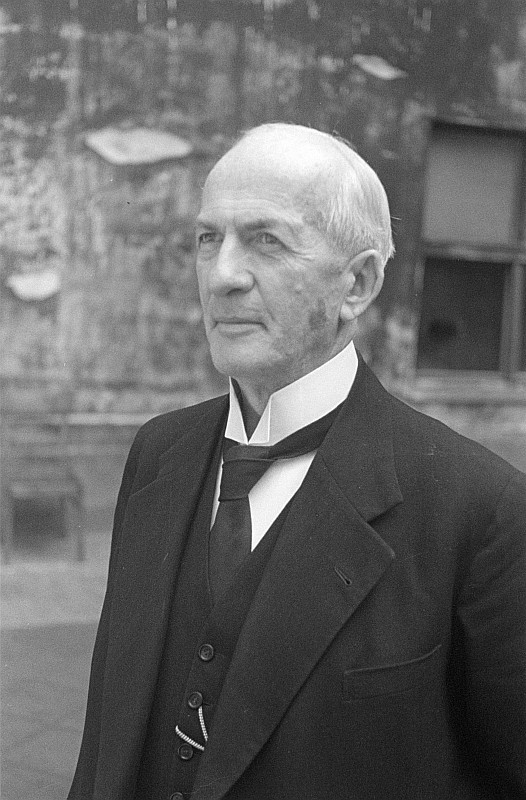
Arthur Werner (1946)

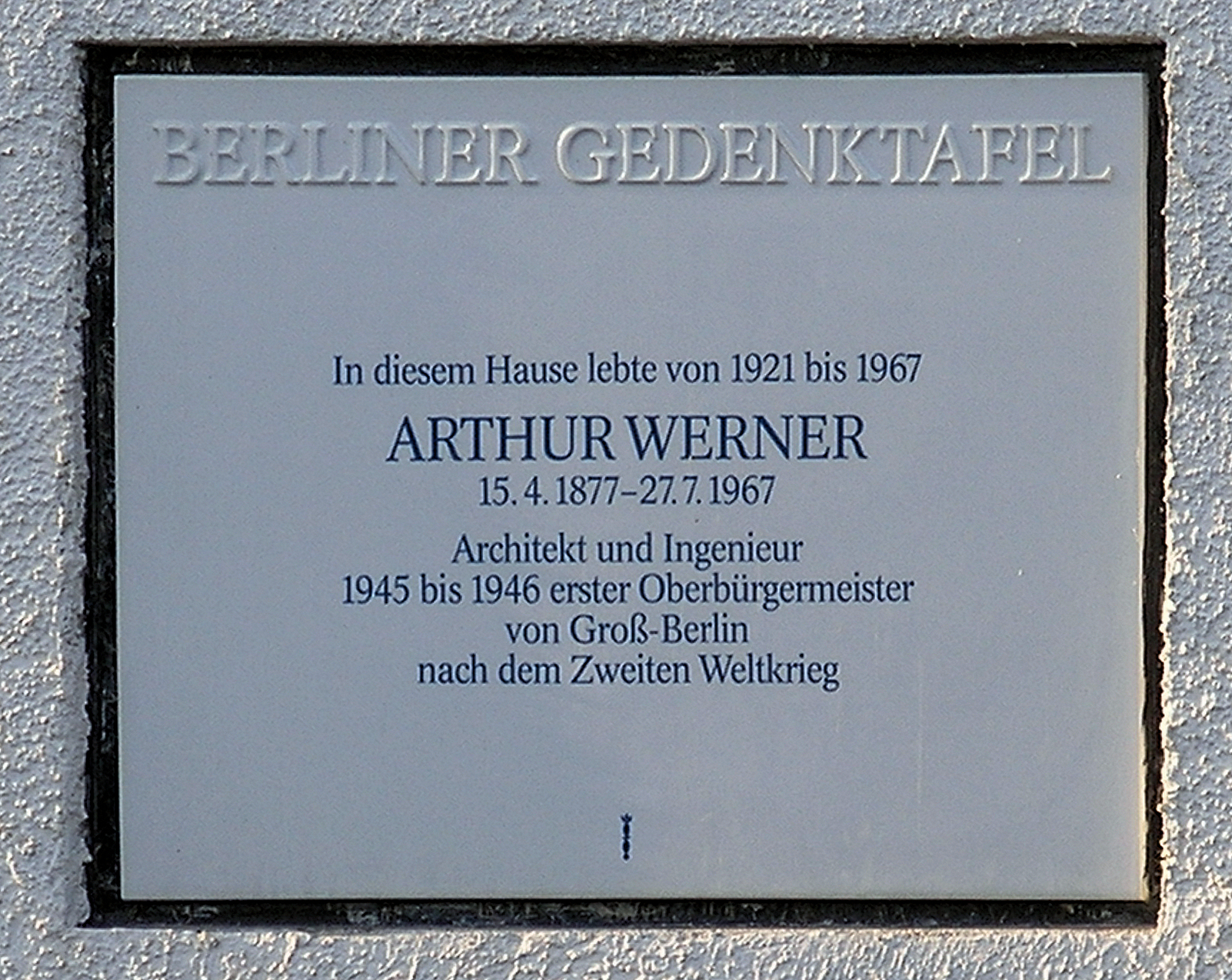
Gedenktafel am Haus Köhlerstraße 22, Berlin-Lichterfelde

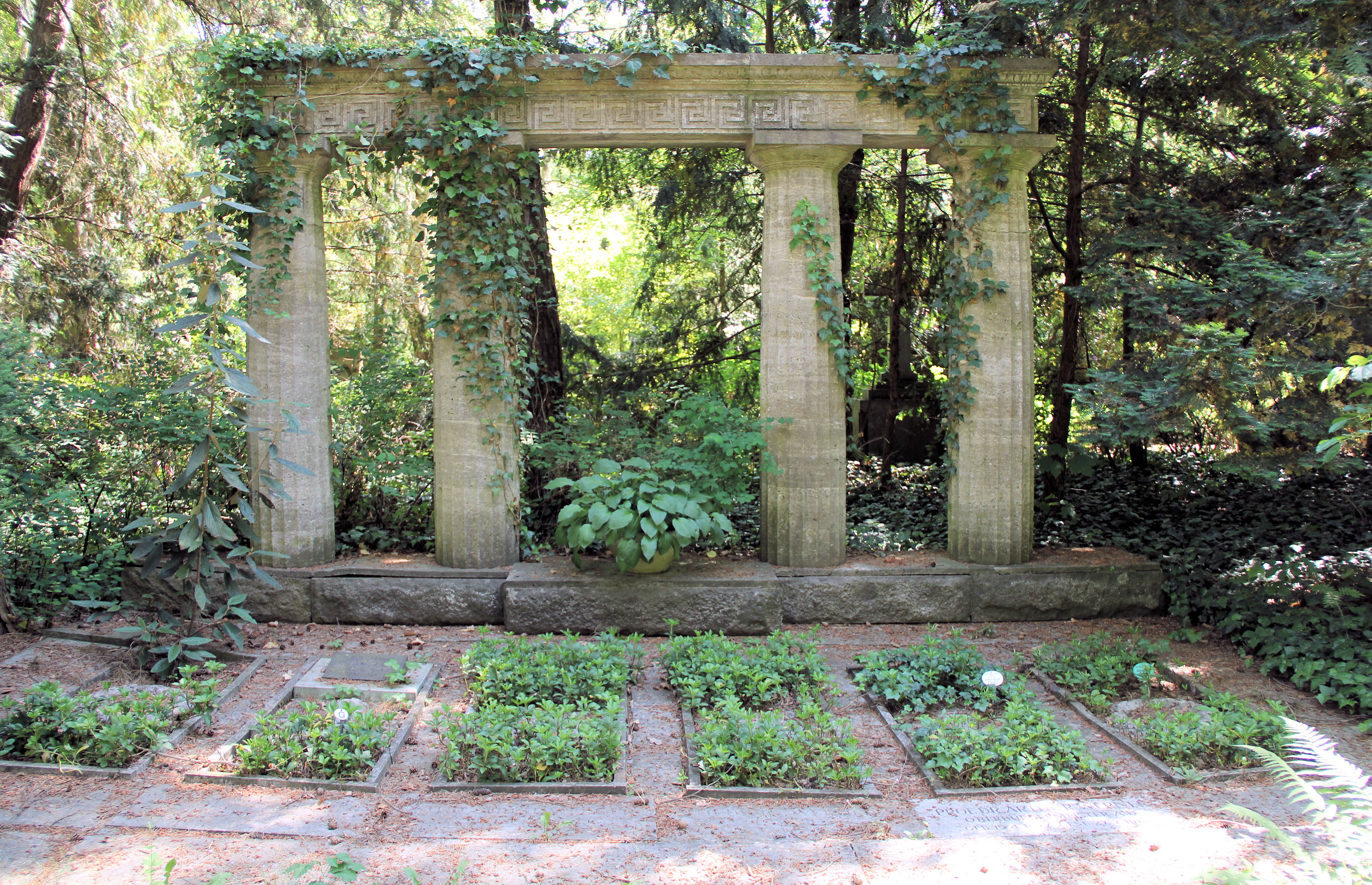
Grabanlage mit dem Grab von Arthur Werner (zweites von rechts)

Arthur Victor Hugo Werner (* 15. April 1877 in Berlin; † 27. Juli 1967 in West-Berlin) war der erste Oberbürgermeister von Groß-Berlin nach dem Ende des Zweiten Weltkriegs in Europa.

## Leben
Arthur Werner begann nach dem Abitur 1898 ein Studium der Rechtswissenschaft an der Berliner Universität, wechselte aber dann an die Technische Hochschule Charlottenburg, um Bauingenieurwesen zu studieren. Dort wurde er 1898 Mitglied der Burschenschaft Hevellia Berlin. Nach Erlangung des Diploms 1907 eröffnete er eine private Technikerschule. Arthur Werner promovierte 1912 an der Technischen Hochschule Danzig zum Dr.-Ing. Nach seinem Einsatz im Ersten Weltkrieg, wo er 1916 schwer verwundet wurde, führte er seinen Schulbetrieb weiter. Werner trat am 1. Januar 1932 im Auftrag der KPD der NSDAP bei (Mitgliedsnummer 855.778) und im November desselben Jahres wieder aus.
1942 musste er seine Lehrtätigkeit aufgeben, da er an seiner Technikerschule auch Juden unterrichtete.
Acht Tage nach der bedingungslosen Kapitulation der Wehrmacht ernannte der sowjetische Stadtkommandant Bersarin den parteilosen Werner am 17. Mai 1945 zum Oberbürgermeister von Groß-Berlin, der damit die Nachfolge des NSDAP-Mitglieds Ludwig Steeg antrat. Die Ernennung wurde später von der Alliierten Kommandantur bestätigt. Nach den ersten freien Wahlen in Berlin am 20. Oktober 1946 musste er sein Amt an den SPD-Politiker Otto Ostrowski abgeben.
Arthur Werner ist auf dem Parkfriedhof Lichterfelde beigesetzt. Auf Beschluss des Berliner Senats ist seine letzte Ruhestätte seit August 2021 als Ehrengrab des Landes Berlin gewidmet. Diese Widmung gilt für die übliche Frist von zwanzig Jahren, kann anschließend aber verlängert werden.
Zur 750-Jahr-Feier von Berlin im Jahr 1987 malte Walter Womacka ein Porträt von Arthur Werner nach einem historischen Foto.